# W Królestwie Kalendarza
W Królestwie Kalendarza (jap. ヤットデタマン Yattodetaman) – piąty z serii Time Bokan japoński serial anime wyprodukowany w latach 1981–1982 przez Tatsunoko Production w reżyserii Hiroshiego Sasagawy.

## Wersja polska
W Polsce serial nadawany na kanałach Polonia 1 i Super 1 z włoskim dubbingiem i polskim lektorem.
- Wersja polska: Studio Opracowań Dźwiękowych w Łodzi
- Czytał: Jarosław Pilarski.

## Wersja włoska
Piosenkę Calendar Men śpiewał zespół I Cavalieri del Re.

## Fabuła
Do Beppe Jutro i Tiny Wczoraj, asystentów detektywa Arsenio Magreta przybywa z roku 2980 księżniczka Niedziela wraz z robotem o imieniu Robot. Wiedziała kim są, bo właśnie oni dali początek jej rodowi. Prosi ich o pomoc w schwytaniu Pawia Kosmosu. Ten ptak stanowi mandat dla objęcia tronu Królestwa Kalendarza (jap. ナンダーラ Nandāra) po śmierci poprzedniego władcy. Drugim pretendentem do korony jest małoletni książę Sobota, którego ambitna i pozbawiona skrupułów siostra księżniczka Poniedziałek pragnie ustanowić panowanie dynastii Jesiennej. Wraz ze sługami Wrześniem i Październikiem podróżują w czasie i przestrzeni w pogoni za ukrywającym się Pawiem. Posiadają Pawi Komputer, który informuje ich, w którym miejscu i czasie znajduje się Paw Kosmosu i w jaki przedmiot się zamienił. Posiadająca zdolności telepatyczne księżniczka Niedziela przechwytuje te informacje. Zwykle jest to artefakt związany ze znaną baśnią, albo osobisty przedmiot wybitnej postaci historycznej. W momencie schwytania, natychmiast wraca do ptasiej postaci i ucieka. Każdy odcinek potrosze poświęcony jest moralizowaniu w związku z osobą, do której przypisał się Paw Kosmosu.
Walka o Pawia nie toczy się wedle jakichkolwiek reguł. Obowiązuje prawo dżungli. Na co dzień mieszkają w wielkim budynku mieszkalnym. Księżniczka Niedziela i Robot w tajemnicy na strychu apartamentu Tiny i Beppe. Ukrywają ich przed swoim szefem. Arsenio Magreta jest także gospodarzem domu. W suterenie mieszkają księżniczka Poniedziałek, książę Sobota i ich słudzy. Żyją w biedzie, upodleniu i są zawsze niedożywieni. Wszystkie pieniądze inwestują w roboty bojowe. Nie wiedzą, że wrogowie mieszkają nad nimi i vice versa.
Gdy dochodzi do walki, Paw ucieka. Drużyna księżniczki Niedzieli przegrywa, Beppe obrywa i znika. Po czym w tajemnicy przed wszystkimi zmienia się w Yattodetamana. Wtedy on i zakochana w nim Tina, przywołują robota o imieniu Gwiezdny Król. Po walce zwykle chce oszczędzić drużynę księżniczki Poniedziałek, bo uważa, że niegodziwością jest atakować kogoś, kto nie stawia oporu, chyba że nie żałuje. Ci udają, że żałują. Jednak długo nie potrafią tego ukryć i Król mści się.

## Bohaterowie

### Dobrzy
- Beppe Jutro (Yattodetaman) (jap. 時ワタル（ヤットデタマン） Wataru Toki (Yattodetaman)) – Kazuyuki Sogabe

Ma 15 lat, jest asystentem w agencji detektywistycznej Arsenio Magreta. Strachliwy, podczas starcia z przeciwnikiem znika z pola widzenia, by skupić swoją odwagę i przeobrazić się w Yattodetamana. Posiada klucz do kłódki potrzebny do wezwania Gwiezdnego Króla.
- Tina Wczoraj (jap. 姫栗コヨミ Koyomi Himekuri) – Masako Miura

Ma 15 lat, bystra i agresywna, pracuje razem z Beppe. Posiadaczka kłódki pasującej do klucza Yattodetamana. Zakochana w Yattodetamanie dziewczyna nie wie, że faktycznie jest nim Beppe.
- Księżniczka Niedziela (jap. カレン姫 Karen-hime) – Mika Doi

Pochodząca z 2980 roku 18-letnia pretendentka do tronu Królestwa Kalendarza, która do jego objęcia potrzebuje schwytania Pawia Kosmosu. Daleka prawnuczka Beppe i Tiny, co trudno przyjąć tej drugiej do wiadomości.
- Robot (jap. ダイゴロン Daigoron) – Yūsaku Yara

Lojalny robot-zapaśnik sumo Niedzieli, zdolny się zmierzyć z Październikiem.

### Źli
- Księżniczka Poniedziałek (jap. ミレンジョ姫 Mirenjo-hime) – Noriko Ohara

27-letnia potomkini dynastii Jesiennej (jap. スカプラ Sukapura), pragnąca schwytać Pawia Kosmosu, by na tronie zasiadł jej brat, książę Sobota. Zakochana w Hrabim Don Juanie, chce wyjść za niego, gdy uda się jej wykonać swoją misję.
- Wrzesień (jap. ジュリー・コケマツ Juri Kokematsu) – Jōji Yanami

Sługa Księżniczki Poniedziałek, odpowiadający za konstrukcję i kierowanie robotami bojowymi. Zazdrosny o miłość Poniedziałek do Don Juana i spragniony uznania swoich zasług. Ma 27 lat.
- Październik (jap. アラン・スカドン Alan Sukadon) – Kazuya Tatekabe

Drugi sługa Księżniczki, ciężko myślący, lecz mający wielką siłę fizyczną. Jego umiejętności są prezentowane w specjalnych "Pokazach Października". Ma 30 lat.
- Książę Sobota (jap. コマロ王子 Komaro-ouji) – Hiroko Maruyama

Drugi pretendent do tronu Królestwa Kalendarza, 7-letni brat Poniedziałek. Wciąż głodny, gdyż słudzy nie potrafią zdobyć jedzenia. Przykłada maskę do twarzy, gdy ma powiedzieć coś poważnego.
- Hrabia Don Juan (jap. ドンファンファン伯爵 Donfanfan Hakushaku) – Masayuki Yamamoto

Zakochany w Poniedziałek, wyczekuje momentu, kiedy zgodzi się ona za niego wyjść. Towarzyszy wyprawom bandy Księżniczki w czasie we własnym pojeździe.

### Pozostali
- Arsenio Magret (jap. 遠山金五郎 Kingorou Tōyama) – Osamu Saka

68-letni detektyw zatrudniający Beppe i Tinę oraz administrator budynku, gdzie znajduje się agencja detektywistyczna oraz m.in. mieszkanie wynajmowane przez bandę Księżniczki Poniedziałek, która co rusz zalega z czynszem.
- Nando Martellotti (jap. ささやきレポーター Sasayaki repōtā) – Kei Tomiyama

Reporter relacjonujący walki Gwiezdnego Króla z robotami Września.
- Kamerzysta (jap. 小山カメラマン Koyama kameraman) – Kazuya Tatekabe

Operator kamery filmujący dla widzów walki. Wygląd jego twarzy jest nieznany.
- Dara-sen'nin (jap. ダーラ仙人) – Ichirō Nagai

Tajemniczy starzec mieszkający w górach Królestwa Kalendarza, mogący mieć coś wspólnego z Pawiem Kosmosu.
- Paw Kosmosu (jap. ジュジャク Jujaku)

Ptak podróżujący w czasie i przestrzeni; ukrywa się przemieniając się w różne przedmioty. Namierzany przez Pawi Komputer bandy Księżniczki Poniedziałek.
- Narrator – Kei Tomiyama

## Maszyny

### Dobrzy
- Gwiezdny Król (jap. 大巨神 Dai Kyojin)

Wielki humanoidalny robot sterowany przez Yattodetamana. Przywoływany z tajnej bazy w Królestwie Kalendarza po przekręceniu klucza Beppe w kłódce Tiny i wypowiedzeniu zaklęcia: "Tajemnicą i zaklęciem / Do przybycia cię zachęcę / Przybądź Królu do pomocy / Uczyń wszystko, co w twej mocy". Jest litościwy dla pokonanych wrogów jeśli okazują skruchę. Łatwo jednak wpada w gniew, gdy ci chwilę później nie okazują mu szacunku. Wymierza wtedy karę strzelając do nich z łuku.
- Skrzydlaty Koń (jap. ペガサス Pegasasu)

Przywoływany w razie konieczności robot w kształcie konia ze skrzydłami (Pegaza), który może funkcjonować jako osobna machina lub jako część składowa Gwiezdnego Króla (czyniąc go podobnym do centaura).
- Taimukāgo (jap. タイムカーゴ)

Wehikuł czasu księżniczki Niedzieli przypominający kształtem lektykę. W centralnej części podróżuje Niedziela i Robot, z przodu Beppe, a z tyłu Tina.

### Źli
- Wielbłąd Czasu (jap. タイムラクーダ Taimurakūda)

Wehikuł czasu w kształcie wielbłąda ze sprężynami w nogach, którym podróżuje banda księżniczki Poniedziałek.
- Taimunagamochi (jap. タイムナガモチ)

Wehikuł towarzyszący Wielbłądowi w podróżach w czasie, zawierający portal, z którego wyłaniają się części składowe robota bojowego wprost od zaprzyjaźnionego z Wrześniem kowala w Królestwie Kalendarza. Portal uruchamia się początkowo zwykłym pilotem, w kolejnych odcinkach otwiera się go za pomocą pocałunku męskiej i żeńskiej maski oraz słów: "Pi-ri-pi, pi-ri-po / Kto zwycięży kto, ach kto".
- Taimurōba (jap. タイムローバ)

Nieduży wehikuł czasu w kształcie konia należący do hrabiego Don Juana.
- Pawi Komputer (jap. ジュジャクピューター Jujakupyūtā)

Komputer śledzący ruchy Pawia Kosmosu. Podaje czas, miejsce i postać, pod którą się ukrywa.

### Kokpit
Małe mechanizmy w kokpitach robotów Września wyłaniające się w określonych okolicznościach.
- Świnka (jap. ブタ Buta)

Wywoływana pochwałą dla Września świnka, która przynosi szczęście. W wersji japońskiej mówi: "Zła świnka zakrywa swój ryjek".
- Deruderubōzu (jap. デルデルボーズ)

Laleczka przepowiadająca szczęście lub pech sposobem upadku swego sandału.
- Doremifa Otama (jap. ドレミファおたま)

Osiem kijanek o żabich główkach wyśpiewujące gamę anonsując w ten sposób wypuszczenie mini-robotów bojowych.
- Orokabu (jap. オロカブ)

Biała rzepa w kimonie i z wachlarzem, która tuż przed eksplozją robota zjawia się i wymrukuje: "Głupcy..."

## Spis odcinków
| #  | Tytuł odcinka                      | Czas akcji       | Miejsce akcji                     | Postać Pawia Kosmosu              |
| -- | ---------------------------------- | ---------------- | --------------------------------- | --------------------------------- |
| 1  | Wiadomość z przyszłości            | 130 mln lat temu | b.d.                              | Jajo Kosmosu                      |
| 2  | Lorelei                            | 1500             | nad Renem, Niemcy                 | Lorelei                           |
| 3  | Srebrzysty pies                    | 1694             | Edo, Japonia                      | pies o srebrzystej sierści        |
| 4  | Złoty renifer                      | 1780             | Ziemia Baffina                    | złoty renifer                     |
| 5  | Książę Egiptu                      | 2000 p.n.e.      | Egipt                             | Feniks                            |
| 6  | Wiecznie zielone drzewo            | 1532             | El Dorado                         | wieczne drzewo                    |
| 7  | Atlantyda                          | 10 000 p.n.e.    | Atlantyda                         | lustro przepowiadające przyszłość |
| 8  | Mały samuraj                       | 1553             | Japonia                           | sandały samuraja                  |
| 9  | Młody malarz                       | XV wiek          | Florencja, Włochy                 | złota świnia                      |
| 10 | Wodnik Kappa                       | 1603             | Japonia                           | Kappa                             |
| 11 | Lampa Aladyna                      | VI wiek          | Bagdad                            | lampa Aladyna                     |
| 12 | Super borsuk                       | 1570             | Japonia                           | borsuk-imbryk                     |
| 13 | Długonosy gnom                     | 1170             | góra Kurama, Japonia              | Sōjōbō                            |
| 14 | Nieudane dzieło Września           | czasy mityczne   | Kaukaz                            | ukryty w kufrze Pandory           |
| 15 | Kamienny kwiat                     | 1830             | góry Ural, Rosja                  | kamienny kwiat                    |
| 16 | Mały malarz Sesshū                 | 1435             | Japonia                           | mysz namalowana łzami Sesshū      |
| 17 | Tarzan roku 3000                   | 3001             | dżungla, Afryka                   | drzewo na bagnach                 |
| 18 | Rozbitek Robinson                  | 1687             | wyspa na Morzu Karaibskim         | papuga Robinsona                  |
| 19 | Młotek spełniający życzenia        | 1100             | Kioto, Japonia                    | młotek spełniający życzenia       |
| 20 | Piosenki Don Juana                 | 748              | Morze Wschodniochińskie           | zwój pergaminu                    |
| 21 | Księżniczka z XVIII wieku          | 1709             | Wersal, Francja                   | diament w naszyjniku              |
| 22 | Królewna Śnieżka i jej przyjaciele | b.d.             | Niemcy                            | koło młyńskie                     |
| 23 | Niewidzialne monstrum              | 1452             | Japonia                           | gałąź róży                        |
| 24 | Czerwona róża                      | 1845             | Sewilla, Hiszpania                | czerwona róża Carmen              |
| 25 | Bitwa w kosmosie                   | 1296             | Genua, Włochy                     | złoty krzyż Marco Polo            |
| 26 | Don Juan rusza do boju             | 1794             | Tokio, Japonia                    | nakrycie głowy                    |
| 27 | Czworo łobuzów w Himalajach        | 1990             | Himalaje                          | człowiek śniegu                   |
| 28 | Robin Hood z lasu                  | XIII wiek        | las Sherwood, Anglia              | róg Robin Hooda                   |
| 29 | Legenda o Świętym Mikołaju         | 320              | Myra, Anatolia                    | czapka Mikołaja                   |
| 30 | Królestwo Pawia Kosmosu            | 2980             | Królestwo Kalendarza              | pod własną postacią               |
| 31 | Aleksander Wielki                  | 331 p.n.e.       | Pustynia Libijska                 | świątynia Amona                   |
| 32 | Bajka Ezopa                        | 580 p.n.e.       | Ateny, Grecja                     | skała w jaskini                   |
| 33 | Pod wielką sosną                   | 1840             | Arizona, USA                      | brylantowy kamień                 |
| 34 | Dymisja Września                   | 1450             | Moguncja, Niemcy                  | dłuto Gutenberga                  |
| 35 | Pantofelek Kopciuszka              | b.d.             | Francja                           | pantofelek Kopciuszka             |
| 36 | Malowidła z Altamiry               | 1879             | Altamira, Hiszpania               | rysunek renifera                  |
| 37 | Choroba pana Magret                | 2980             | organizm Arsenio Magreta          | jednorożec walczący z zarazkami   |
| 38 | Wybuchowa opowieść                 | 1875             | Sztokholm, Szwecja                | butelka nitrogliceryny            |
| 39 | Dla miseczki ryżu                  | XIX wiek         | Edo, Japonia                      | przewód elektryczny               |
| 40 | Program jubileuszowy               | 1981             | przedstawienie teatralne          | brak Pawia; w jego roli rekwizyt  |
| 41 | Złota wiewiórka                    | 1812             | puszcza w bajce o Jasiu i Małgosi | złota wiewiórka                   |
| 42 | Czary Września                     | 1587             | Japonia                           | metalowy wachlarz                 |
| 43 | Pinokio i Paw Kosmosu              | 1881             | Florencja, Włochy                 | różdżka                           |
| 44 | Piłka mnicha                       | 1815             | Japonia                           | piłka mnicha buddyjskiego         |
| 45 | Jabłko Newtona                     | 1670             | Anglia                            | jabłko Newtona                    |
| 46 | W budynku jest duch                | 528              | południowa Japonia                | skała w jaskini pod świątynią     |
| 47 | Napój miłosny                      | b.d.             | Sen nocy letniej                  | napój miłosny                     |
| 48 | Pijany poeta                       | VIII wiek        | Chang’an, Chiny                   | butelka Li Baia                   |
| 49 | Neron kontra Arsenio Magret        | 66               | Rzym                              | wieniec laurowy                   |
| 50 | Co robi Don Juan?                  | 2980             | Królestwo Kalendarza              | pod własną postacią               |
| 51 | Ostatnia szansa                    | 1500             | południowa Francja                | księga proroctw Nostradamusa      |
| 52 | Witaj królowo                      | 2980             | Królestwo Kalendarza              | pod własną postacią               |